# 프레넬 회절

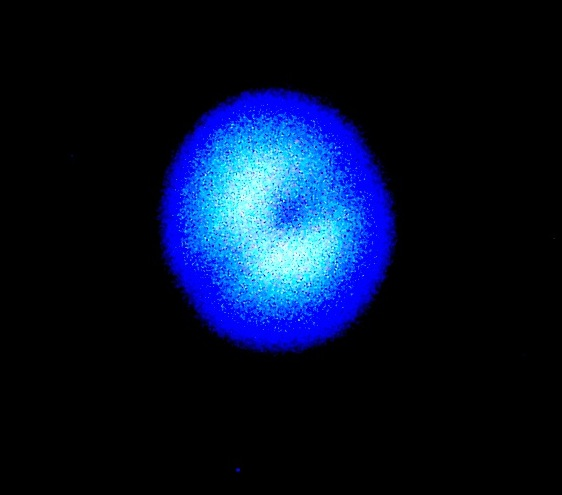

프레넬 회절(Fresnel diffraction, 문화어: 프레넬에돌이)이란 키르히호프 회절공식을 근거리장에 대하여 근사한 것이다. 물체와 상대적으로 가까운 격자 또는 개구에 의해 발생하는 회절무늬를 계산할 때 사용된다. 이에 대응되는 원거리장의 회절무늬는 프라운호퍼 회절 방정식으로 구한다.
근거리장은 프레넬 수 {\displaystyle F}로 특정된다. {\displaystyle F\gg 1} 일 때는 회절파가 근거리장에 있는 것으로 생각할 수 있다.

## 같이 보기
- 프라운호퍼 회절
- 오귀스탱 프레넬
- 클로소이드